# Kaufmann Desert House
Das Kaufmann Desert House (oder nur Desert House) wurde 1947 von dem Architekten Richard Neutra in Palm Springs, Kalifornien gebaut. Der Bau erfolgte im Auftrag des Kaufhausmagnaten Edgar J. Kaufmann.

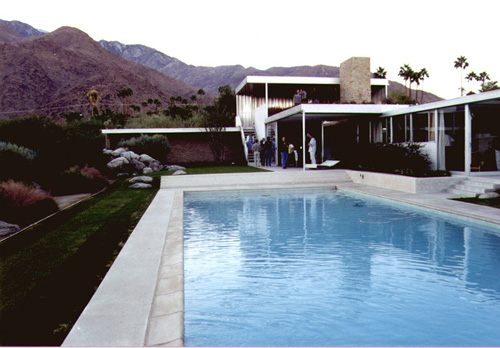
Kaufmann Desert House

## Geschichte
Das Haus wurde als Residenz im Stil der Moderne für den Kaufhausbesitzer Edgar Kaufmann geplant, der sich schon ein Jahrzehnt vorher von dem Architekten Frank Lloyd Wright das Anwesen Fallingwater hatte bauen lassen.  
Als der Bauherr 1955 starb, wechselte das Haus am Rande der Wüste mehrmals den Besitzer, bis es 1992 nach langjährigem Leerstand zum Grundstückspreis in den Besitz des Immobilienmaklers Brent Harris und dessen damaliger Frau Beth, einer Architekturhistorikerin, überging. Sie ließen die Villa sanieren und in ihren Originalzustand zurückversetzen. Die Vorbesitzer hatten zuvor unter anderem die Zimmereinteilung geändert und die Räume zu größeren zusammengelegt. 
Nach der Renovierung versteigerte das Ehepaar 2008 den Bau für 16,8 Mio. $ (15,5 Mio. Euro).